# Lene Bausager
Lene Bausager er en dansk filmproducer. Hun blev gift med sangeren Rick Astley i 2013 efter at de havde været sammen siden 1989.

## Filmografi
- 1996: The Last Great Road Race (tv-film) - producer
- 2001: Left Turn (kortfilm) - producer
- 2002: Boxed - producer
- 2003: Rembrandt - co-producer
- 2004: Cashback (kortfilm) - producer
- 2004: Oh Happy Day - co-producer
- 2005: Selected Shorts #2: European Award Winners (video) - producer
- 2005: Vagabond Shoes (kortfilm) - executive producer
- 2006: Cashback - producer
- 2008: Flashbacks of a Fool - producer
- 2008: The Brøken - producer
- 2012: Ginger & Rosa - co-producer
- 2013: Coherence - producer